# Cure (film)
Cure è un film del 1997 scritto e diretto da Kiyoshi Kurosawa.
Pellicola fondamentale per il cinema giapponese degli anni 1990, insieme a Ringu (uscito l'anno dopo) diede forte impulso alla nascita del fenomeno J-Horror. È stato il film che ha dato fama mondiale a Kurosawa ed è tuttora, insieme a Kairo, la sua opera più importante, la più rappresentativa per quel che concerne il suo stile metafisico e il suo lavoro di sottrazione.

## Trama
Una prostituta viene trovata morta nella stanza di un hotel a ore con una profonda incisione a forma di X sul collo: nonostante l'omicida venga subito rinvenuto sul posto, il caso si presenta complesso per la polizia poiché altri due recenti omicidi presentavano lo stesso modus operandi, ovvero un assassino in stato confusionale, nessun movente e il taglio a X. L'integerrimo detective Ken'ichi Takabe, che ha assunto il compito di indagare su quest'incomprensibile serie di delitti, giunge alla conclusione, desunta grazie alla collaborazione dello psicologo Shin Sakuma, che gli assassini hanno agito sotto stato d'ipnosi. Seguono, poco tempo dopo, altri due omicidi; gli assassini sono, come per i casi precedenti, persone vicine alla vittima, il marito in un caso e un collega agente di polizia nel secondo.
Takabe, preso dalle indagini e da problemi familiari (la moglie Fumie soffre di schizofrenia), individua in Kunio Mamiya il probabile colpevole poiché venuto in contatto con tutti gli assassini prima dei crimini; Mamiya è un giovane studente di psicologia, soffre di memoria a breve termine, e apparentemente non ricorda nulla della sua vita passata né tantomeno di aver indotto altre persone all'omicidio. Takabe visita la casa di Mamiya, sordida e usata per misteriosi esperimenti sugli animali, scoprendo che Mamiya è un profondo conoscitore dell'ipnosi e della pratica del mesmerismo attraverso stimoli minimi come fuoco o acqua, senza però capire il motivo della sua presunta amnesia.
Nel corso degli interrogatori fra Takabe e Mamiya, il poliziotto comincia a porsi profondi interrogativi che mettono in discussione la sua stessa esistenza e il rapporto con sua moglie, mentre l'accusato è sempre più affascinato dalla figura del detective, unica persona che finora non è caduto vittima della sua influenza. Sakuma comprende che Mamiya potrebbe aver scoperto e rimesso in pratica la tecnica mesmerica di Suejirō Bakuro, un occultista della fine del XIX secolo che istigava all'omicidio le persone ipnotizzandole e disegnando col dito una X nell'aria davanti a loro, e ipotizza che Mamiya potrebbe essere l'ultimo "sacerdote" di una setta oscura.
Mamiya viene condannato per istigazione all'omicidio, ma riesce a fuggire dal carcere servendosi delle sue doti ipnotiche e si rifugia nell'ospedale abbandonato dove operava Bakuro: lì lo raggiunge Sakuma, che poi si uccide, e successivamente anche lo stesso Takabe senza alcuna mappa o informazione. Mamiya dice al detective che «Chiunque voglia incontrare il vero me, prima o poi certamente arriva qui: è un ordine», implicando forse che aveva ipnotizzato anche Sakuma e Takabe: quest'ultimo, ormai oltre il limite della sopportazione, spara a Mamiya, ma prima di morire il ragazzo disegna col dito una X nell'aria davanti al detective. Takabe trova e ascolta un antico cilindro fonografico con quella che potrebbe essere la voce di Bakuro.
Giorni dopo Takabe è a mangiare in un ristorante: il detective accende una sigaretta mentre la cameriera sparecchia al suo tavolo, e dopo alcuni istanti la ragazza prende in mano un coltello avanzando verso una collega.

## Stile
Kurosawa ha ammesso di aver subito l'influenza di film come Il silenzio degli innocenti e Seven nella realizzazione di Cure, ma il suo approccio al genere thriller è totalmente differente dai canoni del cinema statunitense e assolutamente innovativo. Carattere distintivo del film sono l'inquietudine e il malessere che lo pervade, resi da Kurosawa per mezzo di stranianti piani sequenza e campi lunghi; inoltre, eccezion fatta per il finale, il film non ha una vera e propria colonna sonora, ma sono i rumori diegetici (il fruscio del vento, un rubinetto che perde, il rumore del mare) a fare da sottofondo alle scene.

## Riconoscimenti
- Tokyo International Film Festival 1997: premio per il miglior attore (Kōji Yakusho)

## Citazioni e riferimenti ad altre pellicole
- Il protagonista poliziotto con la moglie malata si ritrova in un altro film giapponese uscito nello stesso anno, Hana-bi - Fiori di fuoco.
- La strategia di Mamiya nel voler sapere fatti della vita privata di Takabe durante gli interrogatori è una citazione da Il silenzio degli innocenti[5].
- Il tema dell'ipnosi viene affrontato anche nel J-Horror del 1999 Hypnosis di Masayuki Ochiai[6].

## Slogan promozionali
- Follia, terrore, omicidio.
- La potenza della suggestione.
- Una sola parola ti renderà capace di tutto.